# Pimelodus platicirris
Pimelodus platicirris es una especie de peces de la familia Pimelodidae en el orden de los Siluriformes.

## Distribución geográfica
Se encuentran en Sudamérica: cuenca del río Paraná en Brasil.